# Ensam lämnad här i världen
Ensam lämnad här i världen är en psalm med text av Gustav Teodor Lundblad. Texten bearbetades av J.A. Eklund till Nya Psalmer 1921 nr 630.
Melodin är en tonsättning från 1697 och enligt Koralbok för Nya psalmer, 1921 är det samma melodi, av Johann Hermann Schein, som används till psalmen Vad kan dock min själ förnöja (1819 nr 257, bearbetad till Säll är den som sina händer 1986 nr 244) och Herre Jesu, vi befalla (1921 nr 629).

## Publicerad som
- Nr 630 i Nya psalmer 1921, tillägget till 1819 års psalmbok under rubriken "Det Kristliga Troslivet: Troslivet i hem och samhälle: Det kristna hemmet: Sjukdom och hälsa: För ålderstigna".
- Nr V bland "Psalmer att läsas vid enskild andakt" i 1937 års psalmbok under rubriken "För ensamma gamla".